# Miejska Biblioteka Publiczna w Bytomiu
Miejska Biblioteka Publiczna im. prof. Władysława Studenckiego w Bytomiu – samorządowa, gminna biblioteka publiczna działająca na terenie Bytomia, założona w 1946 roku. 

## Historia
- 1899 r. – W Bytomiu organizuje się Niemieckie Stowarzyszenie Miłośników Książek, którego zbiory zostały później wcielone do biblioteki[1]
- 1923 r. – Zbiory Stowarzyszenia wraz ze zbiorami Biblioteki Ludowej dają początek Bibliotece Miejskiej[1] w Bytomiu zlokalizowanej w budynku przy obecnej ul. Powstańców Warszawskich 12.
- 3 marca 1946 r. – Polskie władze rejestrują MBP w polskim Bytomiu. Pierwszym dyrektorem zostaje Nina Morstinowa.
- październik 1949 r. – Zmiana miejsca lokalizacji. MBP zostaje przeniesione do pałacyku przy obecnej ul. Strzelców Bytomskich.
- 1957 r. – Dyrektorem biblioteki zostaje Albin Kastyak.
- 1959 r. – Przeniesienie głównej wypożyczalni.
- 1960 r. – Dyrektorem zostaje mgr Jadwiga Rubiniec.
- 1961 r. – Nowy lokal, rozproszenie agend na terenie całego miasta.
- 1968 r. – Rozpoczęcie budowy nowego gmachu głównego MBP.
- 19 lipca 1974 r. – Nowy gmach oddany do użytku, biblioteka w jednym miejscu.
- 1992 r. – Nowym dyrektorem MBP zostaje mgr Dariusz Kot[1].
- 1993 r. – Nadanie MBP patrona – Władysława Jana Studenckiego
- 1996 r. – powstaje zespół ds. bieżącej bibliografii Bytomia, który zajmuje się przygotowaniem lokalnej bibliografii przedmiotowej.
- 2000 r. – Początek współpracy z miastem Recklinghausen.
- 2005 r. – rozbudowa systemu informatycznego, komputery dostępne dla czytelników.
- 2006 r. – MBP dostaje Medal Miasta Bytomia w 60-lecie istnienia, za szczególne zasługi dla miasta w dziedzinie kultury.
- 2006 r. – Rozpoczęcie działania w ramach Śląskiej Biblioteki Cyfrowej.
- 2006/2007 r. – Założenie 'Hot Spot', bezpłatny Internet na terenie całej biblioteki.
- 2007 r. – Rozpoczęcie projektu rewitalizacji i odbudowy gmachu głównego w ramach funduszów unijnych.

## Gmach główny

### Działy Gmachu głównego MBP
- Kancelaria
- Dział Księgowo-Finansowy
- Dział Administracyjno-Gospodarczy
- Kadry
- Dział Statystyki, Analiz i Inwentaryzacji Zbiorów
- Dział Gromadzenia Opracowania i Organizacji Zbiorów
- Dział Informacyjno-Bibliograficzny
- Dział Sieci Terytorialnej

### Agendy udostępniania Gmachu głównego MBP
- Wypożyczalnia Literatury Beletrystycznej
- Wypożyczalnia Literatury Popularnonaukowej
- Wypożyczalnia Literatury dla Dzieci i Młodzieży
- Wypożyczalnia Zbiorów Audiowizualnych
- Pracownia Historii Bytomia i Informacji Regionalnej(patrz niżej)
- Informatorium

## PHB
Pracownia historii Bytomia i informacji regionalnej posiada bogaty zbiór materiałów dotyczących historii Bytomia i Górnego Śląska, m.in. wydawnictwa „Katolika”. gromadzi, udostępnia i na bieżąco aktualizuje dokumenty życia społecznego, tj.: mapy, pocztówki, fotografie, plakaty, afisze, katalogi wystaw i imprez organizowanych na terenie Bytomia. Organizuje zajęcia dydaktyczne.

## Akcje
MBP organizuje wiele akcji i imprez mających na celu aktywizację kulturalną społeczności Bytomia. W ofercie dla najmłodszych znaleźć można „lekcje biblioteczne” ukazujące działanie biblioteki, zachęcające do jej odwiedzania oraz pomagające zrozumieć literaturę. W Galerii „Rotunda” przeprowadzane są spotkania autorskie, wystawy artystyczne oraz cieszące się zainteresowaniem dyskusje na temat książek.

## Filie (dział sieci terytorialnej)[2]
Biblioteka posiada, poza gmachem głównym, 7 filii (stan na 2021 rok):
- Filia nr 1 – Bytom Szombierki, ul. Zakątek 20, w Szkole Podstawowej Nr 45
- Filia nr 4 – Bytom-Stroszek, ul. ks. Prymasa A. Hlonda 37
- Filia nr 6 – Bytom-Łagiewniki, ul. Cyryla i Metodego 38
- Filia nr 12 – Bytom-Rozbark, ul. Arki Bożka 21, w Zespole Szkół Ogólnokształcących nr 1
- Filia nr 20 – Bytom-Sucha Góra, ul. Korczaka 1, w Szkole Podstawowej Nr 38
- Filia nr 22 – Bytom-Miechowice, ul. Józefa Nickla 19, w Zespole Szkół Ogólnokształcących Nr 5
- Filia nr 23 – Śródmieście, ul. Łużycka 12

## Rewitalizacja i odbudowa Gmachu głównego
Od 2 lipca 2007 prowadzona była rewitalizacja gmachu głównego MBP, który zmienił swój wygląd. Przebudowano fasadę, zdemontowane szkło i aluminium zastąpiono przez czerwony klinkier. Gmach został dostosowany architekturą do wyglądu sąsiadujących z biblioteką Muzeum Górnośląskiego i Zespołu Szkół Mechaniczno-Samochodowych. Przebudowie uległo także wnętrze budynku, które dostosowano do potrzeb osób niepełnosprawnych i wymogów UE. Plany obejmowały również wymianę wszystkich instalacji. Zmieniono estetykę wnętrz, wyposażono je w nowoczesne meble. Stworzono także stanowiska komputerowe dla czytelników z pełnym dostępem do Internetu i rozpoczęto proces informatyzacji usług bibliotecznych. Rewitalizacja zakończyła się w 2008 roku. Projekt kosztował ponad 5 mln 458 tys. zł (2 mln zł z środków miejskich + środki unijne).